# Крађа идентитета на интернету
Крађа идентитета на Интернету је врста преваре којом се од корисника рачунара путем лажне поруке е-поште или веб-сајта сазнају лични и финансијски подаци. Интернет пружа нове начине за лопове да украду туђе личне информације и да почине превару. Лопови могу да постигну свој циљ на неколико начина, као што је коришћење Интернет чатовања и тројанских коња који служе да са туђег рачунара покупе лозинке, корисничка имена и бројеве кредитних картица које корисник користи на рачунару и пошаљу их назад до лопова. Многи онлајн бизниси данас такође чувају личне податке о корисницима и купцима на својим веб-сајтовима, и те информације се користе када се особа врати на веб-сајт. Ово представља још један начин да се приступи туђим личним информацијама. Поред тога, постоји и е-маил phishing, где лопови покушавају да прикупе туђе личне информације слањем лажних е-маилова.

## Шта значи крађа идентитета
Крађа идентитета је злочин којим злочинци имитирају друге људе, обично за финансијску добит. У данашњем друштву, често се од појединаца тражи да открију доста личних информација о себи, као што су бројеви социјалног осигурања, потпис, име, адресу, телефонске бројеве, па чак и информације о банкарским и кредитним картицама. Ако је лопов у могућности да приступи овим личним подацима, он или она може да их искористи да почини превару у туђе име. Са овим информацијама лопов би могао да уради ствари као што су подношење захтева за кредите или нове рачуне кредитних картица. Затим они могу захтевати промену адреса за обрачун и користе туђу постојећу кредитну картицу без њиховог знања. Они такође могу да користе фалсификоване чекове и дебитне картице, или да обаве електронске трансфере у туђе име, да избришу нечији банковни рачун.
Крађа идентитета може да иде даље од новчаних последица. Лопови могу да користе туђе информације да добију возачку дозволу или неки други документ на коме ће бити њихова фотографија, али туђе име и информације. Са тим документима лопови би могли да добију посао, поднесу захтев за путне исправе, или чак да учине да се и туђе име и поштанска адреса нађу у полицији и другим органима ако је лопов укључен у друге криминалне активности.

## Разлика између обичне крађе идентитета и крађе идентитета на Интернету
Исход крађе идентитета је обично исти, без обзира како лопов добија ваше информације. Крађа идентитета на Интернету се разликује од обичне крађе идентитета на неколико начина. Обична крађа идентитета се дешава након што је некоме нешто физички украдено као на пример новчаник са кредитним картицама и возачком дозволом или неисцепан извод кредитне картице из канте за смеће. Лопов би ове украдене ствари користио да направи лажне куповине у нечије име или нешто те природе. Крађа идентитета на Интернету може бити много гора. Крађа идентитета на Интернету може бити много разорнија него конвенционалне крађе идентитета, јер је већина жртава крађе идентитета на Интернету потпуно несвесна да је нешто украдено од њих док не буде прекасно.

## Како функционише крађа идентитета на Интернету
Сваки рачунар прикупља све врсте информација о кориснику рачунара и складишти их у датотекама скривеним дубоко на хард диску. Фајлови као што су кеш, историја претраживача и други привремени Интернет фајлови се могу користити како би се реконструисале онлајн навике корисника. Ове датотеке складиште информације као што су корисничка имена и лозинке, имена, адресе, па чак и бројеве кредитних картица. Лопов може преузети ове информације на један од два начина. Он може или да их покупи док се шаљу преко неке незаштићене мреже, или може да инсталира злонамерни софтвер на туђем рачунару (као spyware) који ће прикупљати све што му је потребно и аутоматски то слати назад до њега.

## Начини крађе идентитета на Интернету
Крађа идентитета на Интернету се може извршити на више начина од којих су најчешћи:
- путем електронске поште или ћаскањем (енг. phishing)
- путем злонамерног софтвера (нпр. тројански коњи, spyware…)

### Крађа идентитета путем електронске поште (енг. phishing)
Phishing је чин слања е-поруке кориснику у којем се лажно тврди да га шаље легитимно предузеће у покушају да преваре примаоца поруке, да им преда своје личне, приватне информације које ће касније бити кориштене за крађу идентитета. Е-пошта усмерава корисника да посети веб-сајт где се тражи да ажурирате личне податке, као што су лозинке и кредитне картице, социјално осигурање, и бројеве банковних рачуна, које легитимна организација већ има. Веб-сајт је, међутим, лажан и подешен је само за крађу информација корисника. Phishing електронске поруке обично садрже неке од наведених елемената:
Поље „From“ изгледа као да је од легитимне компаније поменуте у e-поруци. Међутим лако је променити „from“ информацију у било ком е-мејл клијенту.
Е-порука уобичајено садржи логое и слике које су узете са сајта компаније која је поменута у лажној е-поруци. 
Е-порука уобичајено садржи линк са текстом који сугерише да се искористи тај линк за валидацију информација примаоца. Овај линк је само текст и може се променити у било шта што пошиљалац жели да се прочита. Обично ће у е-поруци бити наведена последица која ће се десити уколико не одете на тај линк, као што је „Баш налог ће бити суспендован или затворен“ и слично.
Постоје још неки елементи Phishing е-порука који се ређе примењују: логои који нису сасвим исти као логои компанија, грешке у спеловању, појављивање знака „%“ праћеног бројевима или „@“ знацима унутар хиперлинка, насумична имена или е-мејл адресе у телу текста или заглавља е-поруке, која немају никакве везе са компанијом поменутој у е-поруци.

### Крађа идентитета путем злонамерног софтвера
Лопови могу да дођу до жељених информација од жртве и коришћењем злонамерног софтвера као што су тројански коњи који служе да са жртвиног рачунара покупе лозинке, корисничка имена и бројеве кредитних картица које користе на рачунару и пошаљу их назад до лопова.

## Коришћење компјутерске (сајбер) форензике за борбу против крађе идентитета
Компјутерска форензика (сајбер форензика), је примена научно доказаних метода за прикупљање, обраду, тумачење и коришћење дигиталних доказа како би се обезбедио убедљив опис активности сајбер криминала. Сајбер форензика такође укључује чин израде дигиталних података погодних за укључивање у кривичне истраге. Када је лопов добио податке, рачунари се често користе за креирање лажне идентификације, фалсификованих чекова и других докумената за чињење преваре. Компјутерска форензика у великој мери помаже полицијским службеницима да идентификују обе стране, жртве и починиоце крађе идентитета.